# 408-я стрелковая дивизия
408-я стрелковая дивизия — воинское соединение Вооружённых Сил СССР периода Великой Отечественной войны. Период боевых действий: с 18 сентября 1942 года по 25 ноября 1942 года.

## История
Дивизия формировалась на основе директивы Народного Комиссариата обороны от 11 августа 1941 года. Срок формирования дивизии устанавливался до 15 сентября.
Сформирована в августе 1941 года в Армянской ССР, дислоцировалась на границе СССР и Турции.
10.09.1942 года дивизия, имея в составе 11500 человек, из Армении через Поти морем была направлена на фронт. 15.09.1942 года заняла оборону на северо-восточном побережье Цемесской бухты
На 25.09.1942 года (начало Туапсинской оборонительной операции) находилась в Геленджике в резерве и к началу октября 1942 года без некоторых частей заняла оборону на внешнем рубеже Туапсинского оборонительного района.
В октябре 1942 года держала оборону на Гойхтском перевале, но, будучи в почти полном окружении (с основными силами связывала только горная пешеходная тропа), была вынуждена отступить. К концу октября 1942 года остатки дивизии вышли из окружения.
В боевом донесении штаба 47 армии № 0130 от 1 октября 1942 года  на 18:00 сообщается  «672 стрелковый полк 408 стрелковой дивизии  не выдержав наступления противника, самовольно оставил северную окраину Красная Победа, часть полка рассеялась в лесах южнее Эриванского. Связи с ротами и батальонами полка нет».
В боевом донесении 47 армии № 0132 от 3 октября 1942 года: «672 стрелковый полк потерял боеспособность и собирается в Эриванской. Неоднократные попытки собранными подразделениями наступать на высоту 18,4 успеха не имели». Остатки полка были переданы в подчинение 408 стрелковой дивизии.
В шифротелеграмме № 0174 от 06.10.1942 года, поданной штабом 47 армии на имя начальника Черноморской группы войск Закавказского фронта, докладывается о том, что из состава 672 стрелкового полка 408 стрелковой дивизии пропали без вести 1061 человек. Потери в вооружении составили: винтовок - 1428, ППШ - 124, противотанковых ружей - 38, 76-мм пушек - 2, 82-мм миномётов – 17, 50-мм миномётов - 16. Остатки 672 стрелкового полка - около 657 человек - собраны для отправки в 408 стрелковую дивизию. Однако, штаб ЧГВ Закфронта счёл это сообщение безответственным, посчитав, что «часть людей примкнула к соседним частям, а оружие подобрано другими частями армии».
11 октября 1942 года командир 672 стрелкового полка майор Саядян Т.Г. рапортом доложил: «полк в период боёв с 25.09.1942 по 6.10.1942 понёс следующие потери: личный состав - 1830, конский состав - 97, винтовок - 1767, станковых пулемётов - 12, ручных пулемётов - 37, 82-мм миномётов - 14, 50-мм миномётов - 12, ППШ - 63». В объяснительной записке командир полка пояснил, что 1 октября 1942 года противник силой одной пехотной дивизии и трёх артиллерийских полков начал наступление. Перед началом наступления противником в течение от полутора до двух часов велась артподготовка, которой большая часть полка была уничтожена. Командиры 1 и 3 стрелковых батальонов бежали с поля боя и были арестованы.
Начальником штаба 18 армии генерал - майором Ермолаевым 24 октября 1942 года в краткой характеристике о боевой деятельности 408 стрелковой дивизии в составе 18 армии в период с 05.10.1942 по 22.10.1942 дана нелестная оценка деятельности дивизии. Из характеристики следовало, что дивизией оборона рубежа была занята не прочно, стыки между полками не прикрывались, оборонительные работы на участках полков не велись, и в результате наступления противника 22 октября 1942 года части дивизии были полностью рассеяны, личный состав разбежался, материальная часть частью уничтожена и оставлена на занимаемых рубежах.
В журнале боевых действий ЧГВ Закавказского фронта записано, что 21 октября 1942 408 стрелковая дивизия, не выдержав атак противника, форсировавшего реку Пшиш, оставила свои позиции. С утра 22 октября 1942 года вела бой с противником, но с 12 часов связь с дивизией была потеряна и, как оказалась, дивизия без приказа оставила оборону и, деморализованная, в беспорядке отошла на юго-запад. Только 23 октября 1942 года было установлено, что остатки дивизии собирались в долине реки Алепса.
Перед боем, по документам штаба 663 стрелкового полка 408 дивизии, в ночь с 17 на 18 октября 1942 года, 6 красноармейцев роты противотанковых ружей, убив сержанта, оставив винтовки, захватив с собой вещмешки, перешли к немцам. Утром 18.10.1942 со стороны противника были выкрики на армянском языке с призывом переходить на их сторону.
По донесению штаба 408 стрелковой дивизии от 04.12.1942 года, в период с 25.09.1942 по 01.11.1942 потери дивизии составили 2184 человека, сколько из них в действительности попали в плен — не известно.
По документам штаба 47 армии, в ночь с 28 на 29 сентября 1942 года к немцам перебежали 89 красноармейцев из 672 стрелкового полка 408 сд.
По документам штаба 663 сп. 408 сд, в ночь с 17 на 18 октября 1942 года 6 красноармейцев роты противотанковых ружей, убив сержанта оставив винтовки и захватив с собой вещмешки, перешли к немцам. Утром 18.10.1942 со стороны противника были выкрики на армянском языке с призывом переходить на их сторону».
В результате, c 17 ноября 1942 года, спустя два месяца со дня прибытия дивизии на фронт, она была расформирована. Командир дивизии, полковник Кицун П.Н., был понижен в должности и назначен командовать 180 запасным стрелковым полком.
Из рапорта начальника управления НКВД по Краснодарскому краю майора государственной безопасности Тимошенкова К.Г. от 3 декабря 1942 года, поданный на имя Командующего Черноморской группой войск Закавказского фронта генерал-лейтенанта Петрова И.Е.: «Своей разведсводкой № 32 мною было сообщено вам о том, что немцы проводят восстановительные работы на Апшеронской Пара – Турбинной электростанции, где занято 800 человек военнопленных красноармейцев. Дополнительно поступившие к нам разведданые подтверждают вышеуказанное обстоятельство, и свидетельствует о том, что большинство военнопленных занятых на работе этого объекта, являются бывш. бойцы армянской дивизии, добровольно сдавшиеся в плен немцам. Сообщая изложенное, прошу вас дать соответствующее распоряжение о посылке самолётов для проведения бомбардировки указанного объекта». https://pamyat-ne Архив: ЦАМО, Фонд: 276, Опись: 811, Дело: 12, Лист начала докум 82
В связи с большими потерями 28.10.1942 года преобразована в 408-ю стрелковую бригаду. На основании директивы Генерального Штаба РККА от 23.11.1942 года переименована в 7-ю стрелковую бригаду, которая впоследствии участвовала в Краснодарской наступательной операции.
Дивизия официально расформирована 25.11.1942 года. В декабре 1942 - январе 1943 года начальник штаба дивизии полковник Шаповалов, Афанасий Ефимович занимался расформированием дивизии.
В мае 1943 года на основе 7-й стрелковой бригады создана 23-я стрелковая дивизия (2-го формирования).

## Подчинение
| На дату    | Фронт (округ)              | Армия      | Группа                                                                                   |
| ---------- | -------------------------- | ---------- | ---------------------------------------------------------------------------------------- |
| 01.09.1941 | Закавказский фронт         | -          | -                                                                                        |
| 01.10.1941 | Закавказский фронт         | 45-я армия | -                                                                                        |
| 01.11.1941 | Закавказский фронт         | 45-я армия | -                                                                                        |
| 01.12.1941 | Закавказский фронт         | 45-я армия | -                                                                                        |
| 01.01.1942 | Кавказский фронт           | 45-я армия | -                                                                                        |
| 01.02.1942 | Закавказский военный округ | 45-я армия | -                                                                                        |
| 01.03.1941 | Закавказский военный округ | 45-я армия | -                                                                                        |
| 01.04.1941 | Закавказский военный округ | 45-я армия | -                                                                                        |
| 01.05.1941 | Закавказский военный округ | 45-я армия | -                                                                                        |
| 01.06.1942 | Закавказский фронт         | 45-я армия | -                                                                                        |
| 01.07.1942 | Закавказский фронт         | 45-я армия | -                                                                                        |
| 01.08.1942 | Закавказский фронт         | 45-я армия | -                                                                                        |
| 01.09.1942 | Закавказский фронт         | 45-я армия | -                                                                                        |
| 01.10.1942 | Закавказский фронт         | -          | Туапсинский оборонительный район (672 сп в составе 47-й армии Черноморской группы войск) |
| 01.11.1942 | Закавказский фронт         | -          | Туапсинский оборонительный район                                                         |

## Состав
- 663-й стрелковый полк
- 670-й стрелковый полк
- 672-й стрелковый полк
- 963-й артиллерийский полк
- 195-й отдельный истребительно-противотанковый дивизион
- 191-я зенитная артиллерийская батарея (687-й отдельный зенитный артиллерийский дивизион)
- 684-й миномётный дивизион
- 462-я разведывательная рота
- 681-й сапёрный батальон
- 851-й отдельный батальон связи
- 485-й медико-санитарный батальон
- 478-я отдельная рота химический защиты
- 343-я автотранспортная рота
- 250-я полевая хлебопекарня
- 408-й дивизионный ветеринарный лазарет
- 1459-я полевая почтовая станция
- 730-я полевая касса Госбанка

## Командование
.
Командиры дивизии

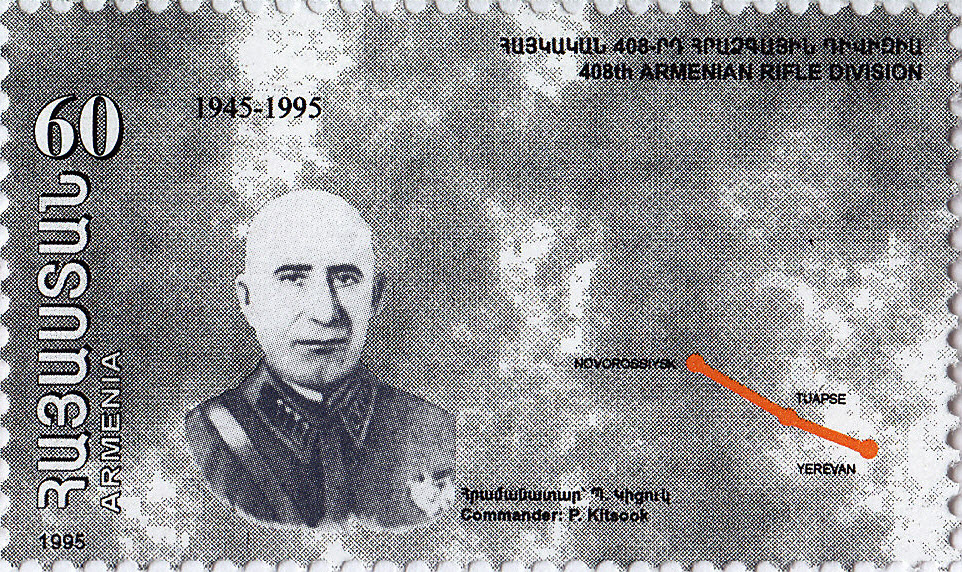
Командир 408-й стрелковой дивизии П. Н. Кицук. Юбилейная марка (Армения)

- Кицук, Павел Николаевич (1 сентября 1941 года — 25 ноября 1942 года), полковник.

Начальники штаба дивизии
- Шаповалов, Афанасий Ефимович (10.1942 — 01.1943), полковник[3].